# Menchhoffen
Menchhoffen település Franciaországban, Bas-Rhin megyében. Lakosainak száma 610 fő (2022. január 1.). Menchhoffen Ingwiller, Niedersoultzbach, Obermodern-Zutzendorf, Schillersdorf és Uttwiller községekkel határos.

## Népesség
A település népességének változása:
| Lakosok száma | 576  | 592  | 614  | 613  | 625  | 635  | 634  | 622  | 610  |
|               | 2013 | 2015 | 2016 | 2017 | 2018 | 2019 | 2020 | 2021 | 2022 |